# Kevin McCallister
Kevin McCallister – postać fikcyjna, główny oraz tytułowy bohater filmów Kevin sam w domu z 1990 roku oraz Kevin sam w Nowym Jorku z 1992 roku.

## Charakterystyka
Kevin to dojrzały, inteligentny chłopiec, mieszkający w dużym domu rodzinnym na przedmieściach Chicago, w wielodzietnej rodzinie McCallister. Dobrze radzi sobie z codziennymi obowiązkami. Ma też bujną wyobraźnię.

## Fabuła

### Kevin sam w domu
W filmie Kevin sam w domu rodzina McCallisterów, przez swoją nieuwagę zostawia Kevina samego w domu, kiedy sama udaje się na lotnisko, by zdążyć na lot do Francji, gdzie planowali spędzić Boże Narodzenie. Kevin początkowo się cieszy, że został zupełnie sam, do chwili, kiedy to staje się celem bandytów, rabujących pobliskie domy. W celu obrony posesji konstruuje serię wymyślnych pułapek i udaje mu się powstrzymać włamywaczy, którzy zostają aresztowani przez policję.

### Kevin sam w Nowym Jorku
W sequelu Kevin sam w Nowym Jorku rodzina McCallisterów ponownie planuje lot samolotem na święta, tym razem na Florydę. Kevin ponownie oddziela się od rodziny wskutek zamieszania na lotnisku i zamiast wsiąść na pokład samolotu na Florydę, wsiada do Nowego Jorku zupełnie tego nieświadomy. W Nowym Jorku ponownie spotyka znajomych włamywaczy, którzy uciekli z więzienia i ponownie stawia im czoło.

### Inne produkcje
Na podstawie dwóch filmów z 1990 i 1992 roku powstały też inne filmy takie jak Kevin sam w domu 4 (w filmie w rolę Kevina wcielił się Michael Weinberg), Sam w domu po raz trzeci, Finn sam w domu: Świąteczny skok i Nareszcie sam w domu.

## Odbiór
Postać Kevina została wykorzystana jako reklama aplikacji Asystent Google. McCallister znalazł się także na 99. miejscu listy 100 najlepszych postaci filmowych wszech czasów, opublikowanej przez portal Filmsite.